# فليتشر (فيرمونت)
فليتشر (بالإنجليزية: Fletcher, Vermont)‏ هي بلدة تقع بولاية فيرمونت في الولايات المتحدة. تبلغ مساحتها 98.4 (كم²)، وترتفع عن سطح البحر 273 م، بلغ عدد سكانها 1179 نسمة في عام 2000 حسب إحصاء مكتب تعداد الولايات المتحدة وتصل الكثافة السكانية فيها 12 نسمة/كم2.

## أعلام
- إلياس بي. هولمز
- ميلو وايت

## وصلات خارجية
- The US50 - Cities and Towns in Vermont State
- Vermont Cities and Towns, Facts, Map, Flag, Colleges, Government, and More